# 交野東車塚古墳
交野東車塚古墳（かたのひがしくるまづかこふん、交野車塚1号墳）は、大阪府交野市寺南野にある古墳。形状は前方後方墳。交野車塚古墳群を構成する古墳の1つ。大阪府指定史跡に指定され、出土品は大阪府指定有形文化財に指定されている。

## 概要
大阪府北部、前川が生駒山系から平野部に出る扇状地の西岸に築造された古墳である。古くから西車塚古墳（2号墳）とともに前川の堤防に利用され、片町線（学研都市線）建設時には墳丘盛土が破壊されているほか、1988年（昭和63年）・1999年（平成11年）に発掘調査が実施されている。
墳形は前方後方形で、前方部を東南東方向に向ける。墳丘は改変されているが、3段築成で、墳丘長は65メートル以上・後方部高さ約6メートルを測る（平成10年調査）。墳丘外表では葺石のほか、円筒埴輪列が認められる。埋葬施設は後方部における粘土槨で、内部に割竹形木棺を据える。木棺内は朱塗りされ、副葬品として銅鏡3面・玉類・鉄剣・鉄刀・甲冑・農工具などが出土している。
築造時期は、古墳時代中期の4世紀末-5世紀初頭頃と推定される。典型的な中期古墳群である交野車塚古墳群のうちでは最初の築造とされ、森遺跡の鍛冶遺構との関係をうかがわせる豊富な鉄製副葬品や前方後方形の墳形も踏まえて、古墳群の形成や交野地域における鍛冶技術の導入を考えるうえで重要な位置づけにある。また、北河内地方の前方後方墳としては最大規模であり、発掘調査によってその埋葬施設の内容が判明した点でも重要視される古墳になる。
古墳域は1991年（平成3年）に大阪府指定史跡に指定され、出土品は1994年（平成6年）に大阪府指定有形文化財に指定されている。現在では大阪府立交野高等学校内で保存されている。

## 遺跡歴
- 1898年（明治31年）頃、片町線（学研都市線）建設に伴う墳丘盛土の破壊[2]。
- 1972年（昭和47年）、丘陵「車塚」の試掘調査、木棺痕跡・副葬品出土により古墳と確認（大阪府教育委員会）[2]。
- 1973年（昭和48年）、交野高等学校設置に伴う発掘調査（大阪府教育委員会、1973年に報告）[2]。
- 1974年（昭和49年）、大阪府立交野高等学校の開校。
- 1988年（昭和63年）、前川堤防緑道整備に伴う発掘調査。埋葬施設が判明（交野市教育委員会）[2]。
- 1991年（平成3年）3月29日、大阪府指定史跡に指定。
- 1994年（平成6年）12月12日、出土品が大阪府指定有形文化財に指定。
- 1999年（平成11年）、墳丘部分の発掘調査（交野市教育委員会、2000年に報告）。

## 埋葬施設
埋葬施設としては、後方部中央やや西寄りにおいて粘土槨が構築されている。粘土槨を納める墓坑は長方形で、主軸を南北方向とする。粘土槨の上部は削られ失われている。
粘土槨内の木棺は腐朽のため失われているが、割竹形木棺と推定され、長さ8.1メートル・幅約0.7メートルと推定される。棺内は朱塗りされるが、人骨は残存しておらず埋葬人数は不明であるが、棺底の北側が高いことから北頭位とされる。棺内では北群・中央群・南群の3群に分かれて副葬品が出土しており、そのうち北群では衝角付冑を内蔵した短甲が横になって出土している。
以上のほか、墳丘上部に組合式木棺2基の存在が報告されているが、表土直下で地表の影響を受けた可能性があり、確かな埋葬施設かは注意が必要とされる。

## 出土品
粘土槨の発掘調査で出土した副葬品は次の通り。
- 北群
  - 四乳四獣鏡
  - ヒスイ製勾玉
  - 碧玉製管玉
  - 鉄刀
  - 鉄剣
  - 三角板革綴衝角付冑
  - 三角板革綴襟付短甲
  - 巴形銅器
- 中央群
  - 四獣鏡
  - 盤龍鏡
  - 碧玉製勾玉
  - 石釧
  - 鉄剣
  - 鉄刀
  - 象嵌入鉄製簪
- 南群
  - 滑石製琴柱形石製品
  - 臼玉 2000以上
  - 刀子
  - 鉄斧
  - 鉄剣

銅鏡（複製）交野市立歴史民俗資料展示室展示（他画像も同様）。

甲冑

鉄剣・鉄刀

  - ミニチュア鉄製農工具 109 - 鎌、鍬、錐、斧、鋸など。

以上のほか、墳丘からは埴輪が出土している。

玉類
三角板革綴衝角付冑
三角板革綴襟付短甲
三角板革綴襟付短甲（背面）
農工具

## 文化財

### 大阪府指定文化財
- 有形文化財
  - 交野東車塚古墳出土品（考古資料） - 所有者は交野市。1994年（平成6年）12月12日指定。
- 史跡
  - 交野東車塚古墳 - 1991年（平成3年）3月29日指定。

## 関連施設
- 交野市立歴史民俗資料展示室（交野市倉治、交野市立教育文化会館内） - 交野東車塚古墳の出土品を展示。

## 関連文献
（記事執筆に使用していない関連文献）
- 『交野市寺・車塚古墳群の調査』大阪府教育委員会、1973年。
- 『交野東車塚古墳 -交野車塚古墳群-』 調査編、交野市教育委員会〈交野市埋蔵文化財調査報告1999-1〉、2000年。